# Den glade Enke (film fra 1906)
 For alternative betydninger, se Den glade Enke (flertydig). (Se også artikler, som begynder med Den glade Enke)
Den glade Enke er en dansk stumfilm fra 1906, der er instrueret af Viggo Larsen. Den er baseret på Franz Lehárs operette af samme navn fra 1905.

## Handling
Denne artikel mangler et handlingsreferat. Hjælp os med at skrive det.